# Американские Виргинские Острова на Олимпийских играх
Виргинские Острова (США) принимали участие во всех летних Олимпийских играх (кроме 1980) с 1968 года и во всех зимних Олимпийских играх с 1988 года (кроме 2010 и 2018 годов). Единственную олимпийскую медаль на Играх в Сеуле завоевал Питер Холмберг в соревнованиях по парусному спорту.

## Медали
| Медаль  | Спортсмен      | Олимпийские игры | Вид            | Дисциплина |
| ------- | -------------- | ---------------- | -------------- | ---------- |
| Серебро | Питер Холмберг | Сеул 1988        | Парусный спорт | Финн       |

## Медальный зачёт
| Игры                | Спортсменов          | Золото               | Серебро              | Бронза               | Всего                | Место                |
| ------------------- | -------------------- | -------------------- | -------------------- | -------------------- | -------------------- | -------------------- |
| 1968 Мехико         | 1                    | 0                    | 0                    | 0                    | 0                    | —                    |
| 1972 Мюнхен         | 1                    | 0                    | 0                    | 0                    | 0                    | —                    |
| 1976 Монреаль       | 1                    | 0                    | 0                    | 0                    | 0                    | —                    |
| 1980 Москва         | не принимали участие | не принимали участие | не принимали участие | не принимали участие | не принимали участие | не принимали участие |
| 1984 Лос-Анджелес   | 10                   | 0                    | 0                    | 0                    | 0                    | —                    |
| 1988 Сеул           | 12                   | 0                    | 1                    | 0                    | 1                    | 36                   |
| 1992 Барселона      | 6                    | 0                    | 0                    | 0                    | 0                    | —                    |
| 1996 Атланта        | 2                    | 0                    | 0                    | 0                    | 0                    | —                    |
| 2000 Сидней         | 6                    | 0                    | 0                    | 0                    | 0                    | —                    |
| 2004 Афины          | 7                    | 0                    | 0                    | 0                    | 0                    | —                    |
| 2008 Пекин          | 5                    | 0                    | 0                    | 0                    | 0                    | —                    |
| 2012 Лондон         | 7                    | 0                    | 0                    | 0                    | 0                    | —                    |
| 2016 Рио-де-Жанейро | 7                    | 0                    | 0                    | 0                    | 0                    | —                    |
| 2020 Токио          | 4                    | 0                    | 0                    | 0                    | 0                    | —                    |
| 2024 Париж          | —                    |                      |                      |                      |                      | —                    |
| Всего               | Всего                | 0                    | 1                    | 0                    | 1                    |                      |

| Игры                | Спортсменов          | Золото               | Серебро              | Бронза               | Всего                | Место                |
| ------------------- | -------------------- | -------------------- | -------------------- | -------------------- | -------------------- | -------------------- |
| 1988 Калгари        | 2                    | 0                    | 0                    | 0                    | 0                    | —                    |
| 1992 Альбервиль     | 1                    | 0                    | 0                    | 0                    | 0                    | —                    |
| 1994 Лиллехаммер    | 8                    | 0                    | 0                    | 0                    | 0                    | —                    |
| 1998 Нагано         | 7                    | 0                    | 0                    | 0                    | 0                    | —                    |
| 2002 Солт-Лейк-Сити | 8                    | 0                    | 0                    | 0                    | 0                    | —                    |
| 2006 Турин          | 1                    | 0                    | 0                    | 0                    | 0                    | —                    |
| 2010 Ванкувер       | не принимали участие | не принимали участие | не принимали участие | не принимали участие | не принимали участие | не принимали участие |
| 2014 Сочи           | 1                    | 0                    | 0                    | 0                    | 0                    | —                    |
| 2018 Пхёнчхан       | не принимали участие | не принимали участие | не принимали участие | не принимали участие | не принимали участие | не принимали участие |
| 2022 Пекин          | 1                    | 0                    | 0                    | 0                    | 0                    | —                    |
| Всего               | Всего                | 0                    | 0                    | 0                    | 0                    |                      |